# Akroúnta
Akroúnta (grec moderne : Ακρούντα) est un village de Chypre de plus de 405 habitants.